# Steffen Zühlke
Steffen Zühlke, född den 28 april 1965 i Schwerin i Tyskland, är en östtysk roddare.
Han tog OS-brons i scullerfyra i samband med de olympiska roddtävlingarna 1988 i Seoul.